# ERSTE Fondacija
ERSTE Fondacija (ili ERSTE Stiftung) je fondacija najveće austrijske štedionice. Nastala je 2003. godine, na temeljima Prve austrijske štedionice, koja je osnovana 1819. godine. Kao fondacija privatne austrijske štedionice, posvećena je opštoj dobrobiti društva. Pored toga, ima i posebnu ulogu kao najveći pojedinačni deoničar Erste Grupe. ERSTE Fondacija koristi profit od svojih deonica kako bi podržala razvoj društva u centralnoj i jugoistočnoj Evropi.

## Misija Fondacije
Fondacija je aktivna u centralnoj i jugoistočnoj Evropi. Njena misija je zasnovana na ideji štedionice iz XIX veka. Ona podržava društveno učešće i aktivizam civilnog društva; teži da udruži ljude i prenese saznanja o skorašnjoj istoriji regiona koji je pretrpeo dramatične promene od 1989. godine. Kao aktivna fondacija, razvija sopstvene projekte u okviru tri programa: Društveni razvoj, Kultura i Evropa.

### Projekti (primeri)
- Akademija centralnoevropskih škola (aces) – prekogranična školska mreža u 15 zemalja centralno-istočne Evrope, stvorena radi boljeg razumevanja evropskih vrednosti i smanjenja predrasuda među mladima.]] – prekogranična školska mreža u 15 zemalja centralne i jugoistočne Evrope, stvorena radi boljeg razumevanja evropskih vrednosti i smanjenja predrasuda među mladima.
- Balkanske stipendije za novinarsku izuzetnost – Stipendije za novinare iz devet balkanskih zemalja, u saradnji sa Balkanskom istraživačkom mrežom (BIRN) i Fondacijom Robert Boš, dodeljuju se u cilju jačanja demokratije i slobode govora kroz kvalitetno novinarstvo u medijima.
- Stipendije ERSTE Fondacije za društveno istraživanje – deset istočnoevropskih naučnika svake godine dobija stipendiju za detaljnija istraživanja socioloških, demografskih ili društveno-političkih tema u okviru evropskog konteksta.
- Gender Check. Femininost i maskulinost u umetnosti istočne Evrope – prva izložba koja je bila posvećena temi rodnih uloga, ponudivši reprezentativni pregled umetnosti istočne Evrope od 1960-ih. Dvadeset i pet kustosa iz 24 zemlje je sarađivalo na pripremi izložbe u Muzeju moderne umetnosti u Beču, na kojoj je prikazano preko 400 dela više od 200 umetnika. Izložba je prikazana i u Nacionalnoj galeriji Zaketa u Varšavi.
- - nazvan po češkom renesansnom pedagogu Janu Komenskom, fond je nastao u saradnji Karitas Austrija i ERSTE Fondacije, osnovan u devet zemalja, u cilju podrške smanjenju siromaštva kroz obrazovanje, posebno za decu u romskim zajednicama.
- - ovom serijom predavanja se podržava razvoj novih univerzitetskih kurseva u centralnoj i jugoistočnoj Evropi, u oblasti istorije umetnosti, teorije kulture i studija kulture. Podržavaju se međunarodne studijske posete predavača i podstiče se međunarodna akademska razmena kroz mogućnost organizovanja gostujućih predavanja.
- – nezavisna tranzitna mreža koja deluje u Austriji, Češkoj Republici, Mađarskoj i Slovačkoj Republici. Svaka lokalna jedinica Tranzita ima svoj autonomni način rada, sarađujući na nekoliko umetničkih projekata i organizujući predavanja, predstave, diskusije, publikacije, izložbe i istraživanja. Tokom 2010. godine, tim Tranzita je bio jedan od tri tima kustosa za bijenale evropske umetnosti Manifesta 8, koji je održan u španskom gradu Mursiji.

### Social banking i finansijska inkluzija
Budući da predstavlja fondaciju štedionice, ERSTE Fondacija je posvećena ideji društvene štedionice iz XIX veka. Stoga, takozvani social banking ili banke za siromašne i finansijska inkluzija predstavljaju ključne teme u okviru programa pod nazivom Društveni razvoj. Najpoznatiji projekti iz ove oblasti su: 
- (Druga štedionica) - banka za ljude koji sebi ne mogu da dobiju račun ni u jednoj drugoj banci
- - organizacija Erste Grupe i ERSTE Fondacije za mikrokreditiranje i društveno preduzetništvo
- Turneja društvenog preduzetništva 2010 - turneja i radionice održane po evropskim gradovima, u cilju promovisanja društvenog preduzetništva u istočnoj Evropi, čiji je pokretač Muhamed Junus.

### Nagrade

#### Nagrada ERSTE Fondacije za društvenu integraciju
Svake druge godine, počevši od 2007. godine, Nagrada ERSTE Fondacije za društvenu integraciju se dodeljuje za projekte koji uspešno podstiču društvenu integraciju ljudi u lokalnim zajednicama. Tokom javnog konkursa, bira se 30 pobednika među približno 1000 prijavljenih projekata iz 12 zemalja (konkurs iz 2011. godine) koji dobijaju novčane nagrade u ukupnom iznosu od 610.000 evra. Pored toga, nevladinim organizacijama koje dobiju javno priznanje se pruža besplatna PR podrška za rad na projektima, kao i pristup međunarodnoj mreži NVO. Ceremonije dodele nagrade su do sada održane u Ljubljani (2007), Bukureštu (2009) i Pragu (2011).

#### Nagrada za kulturu i teoriju “Igor Zabel”
Fondacija je 2008. godine ustanovila Nagradu za kulturu i teoriju ”Igor Zabel”. Na ovaj način se podržava delovanje istoričara umetnosti i teoretičara u regionu centralne i istočne Evrope i predstavljaju se saznanja o umetnosti i kulturi kroz podsticanje sakupljanja i razmene znanja u oblasti kulture između ‘istoka’ i ‘zapada’. Nagrada je nazvana po slovenačkom autoru, umetničkom kritičaru i kustosu, Igoru Zabelu (1958–2005), višem kustosu Moderne galerije iz Ljubljane, koji je bio zaslužan za uspostavljanje kulturnih veza između istočne i zapadne Evrope.

### Saradnja sa drugim fondacijama na međunarodnim projektima
- Arkis mreža za jugoistočnu evropu -
- Evropski fond za Balkan -
- Forum za inkluziju Roma -
- Fond za obrazovanje Roma -
- Umrežavanje obrazovanja za evropske zemlje -

## Istorijat
Koreni Fondacije sežu do XIX veka. Prva austrijska štedionica “Erste österreichische Spar-Casse” je osnovana 1819. godine. Kao rezultat amandmana na austrijski Zakon o štedionicama, “Erste österreichische Spar-Casse” je 1993. godine podeljena na operativnu banku (Erste Bank AG) i holding kompaniju (DIE ERSTE österreichische Spar-Casse Anteilsverwaltungssparkasse, skraćeno: AVS). Erste Banka, koja je spojena sa GiroCredit Bank AG der Sparkassen, je izašla na berzu 1997. godine i na taj način je AVS postala najveći deoničar kompanije koja je od tada listirana na Bečkoj berzi. AVS je 2003. godine formalno transformisana u DIE ERSTE österreichische Spar-Casse Privatstiftung, skraćeno: ERSTE Stiftung (ERSTE Fondacija), koja je nakon dve godine započela sa radom.
Prvi veliki projekat je uključio Zweite Wiener Vereins-Sparcasse, odnosno Zweite Sparkasse, koja je osnovana 2006. godine i mrežu Akademije centralnoevropskih škola (aces), koja je osnovana iste godine. U 2007. godini je održana prva dodela Nagrade ERSTE Fondacije za društvenu integraciju u Ljubljani i otvaranje prvog konkursa za Balkanske stipendije za novinarsku izuzetnost. Nagrada za kulturu i teoriju “Igor Zabel” i osnivanje organizacije good.bee su usledili 2008. godine. U 2009. godini televizijske stanice ORF i 3sat su prve emitovale dokumentarnu TV seriju "Balkan Ekspres (Povratak u Evropu)", a Nagrada  Fondacije za društvenu integraciju je dodeljena drugi put, na ceremoniji održanoj u Bukureštu. Najveći dosadašnji projekat iz oblasti kulture je predstavljala izložba (Gender Check), otvorena u bečkom muzeju MUMOK, 2010. godine. Iste godine, Turneja društvenog preduzetništva sa Muhamedom Junusom je obišla šest istočnoevropskih zemalja, sa ciljem da predstavi koncept društvenog predzetništva kao oblik održive privredne aktivnosti, u Beču, Bratislavi, Budimpešti, Pragu, Bukureštu i Beogradu. Iste godine, Nagrada za kulturu i teoriju “Igor Zabel” je dodeljena poljskom istoričaru kulture, Pjotru Pjotrovskom, u Barseloni. U 2011. godini, Nagrada  Fondacije za društvenu integraciju, u svom trećem ciklusu, bila je dodeljena u Pragu za 34 projekta iz 12 zemalja.

## Pravni status
Fondacija je fondacija privatne štedionice, kao što je definisano austrijskim Zakonom o štedionicama.

### Odbori
Organe Fondacije čine Upravni odbor, Nadzorni odbor i Asocijacija. Asocijacija privatnih štedionica, osnovana 1819. godine, koja ima više od 100 članova, bira članove Nadzornog odbora i imenuje predsednika odbora. Nadzorni odbor imenuje članove Upravnog odbora i kontroliše rad uprave Fondacije. Upravni odbor rukovodi radom Fondacije i odlučuje o raspodeli sredstava za finansiranje projekata, uz pomoć Savetodavnog odbora koji je sastavljen od međunarodnih eksperata.

### Zaposleni, budžet i projekti
Fondacija u 2012. godini ima približno 35 zaposlenih. Fondacija je za finansiranje projekata odobrila sredstva u ukupnom iznosu od 40 miliona evra, u periodu od svog osnivanja 2003. godine do kraja 2010. godine. Tokom ovog perioda, ukupan broj projekata koji je ERSTE Fondacija sprovela i/ili podržala je 548, a od toga je 110 bilo prijavljeno na konkursima. Približno 80 odsto godišnjeg budžeta ERSTE Fondacije se ulaže u projekte koji su započeti u okviru tri programa: Društveni razvoj, Kultura i Evropa. Preostalih 20 odsto sredstava čine grantovi odobreni neprofitnim organizacijama, za finansiranje njihovih projekata.

### Članstvo u krovnim organizacijama
- Philanthropy Europe Association (Philea)[4]
- Mreža evropskih fondacija[5]
- Udruženje austrijskih privatnih fondacija (Verband österreichischer Privatstiftungen - VÖP)

## BibliotekaFondacije
Osnovana 2007. godine, Biblioteka ERSTE Fondacije sakuplja literaturu izdatu mahom na engleskom i nemačkom jeziku. Sadrži približno 5000 naslova i 35 periodičnih časopisa (2012). Teme obuhvataju oblasti umetnosti, teorije medija i istorije, manjina i rodne ravnopravnosti, teorije kulture i kulturne politike, ekonomskog i političkog razvoja, društvenog preduzetništva i bankarstva, inovacija u fondacijama, filantropije, demografije, migracija, obrazovanja i sećanja. Geografski, zbirka je usredsređena na region centralne i jugoistočne Evrope. Biblioteka je otvorena za javnost. Zbirka se može pogledati u prostorijama Fondacije, u zakazanom terminu.

## Spoljašnje veze
- Veb sajt ERSTE Fondacije
- Biblioteka ERSTE foundacije